# Городенківський замок
Городе́нківський за́мок — середньовічна фортифікаційна споруда у Городенці, прикордонний замок Речі Посполитої. До нашого часу не зберігся.

## Історія
За деякими даними, заснований у 15 столітті. Відбудований (побудований?) у 1620-30 роках польським шляхтичем Кшиштофом Стшемеським гербу Любич. На той час прикордонне ринкове поселення Городенка ще не мало статусу міста. Протягом 15-16 століть Покуття було спірною територією між Польщею і Молдавським князівством, а у 16-17 століттях зазнавало спустошливих нападів турків і татар, тому городенківська твердиня була до певної міри стратегічною.
Замок розташовувався у північній частині сучасного середмістя, на високому правому березі річки Ямгорів. З півночі, заходу та північного сходу був майже неприступним — через природний захист крутими берегами річки. У 1648 замок був зруйнований повстанцями Семена Височана і більше не відновлювався.

## Архітектура
Достеменних відомостей про архітектуру замку не збереглося. Ймовірно, він мав форму неправильного трикутника, що замикався з південного сходу чотири- або п'ятикутною замковою вежею з конічним дахом. У північній частині замку, ймовірно, знаходився будинок (комплекс будівель) власника. В східній та південно-східній частині — казарми замкової залоги, кухня, арсенал, конюшні, склад продовольства та фуражу. Південно-західна частина замку, ймовірно, мала власне оборонні функції, про що свідчать рештки фундаментів двох паралельних стін.

## Подальша доля
Залишки північної частини замку можна побачити на старих фото кінця 19 — початку 20 століття. Пізніше на його території зведено середню школу, побутові приміщення, бібліотеку та православну церкву.